# Dalekowice
Dalekowice – część wsi Otrocz w Polsce, położona w województwie lubelskim, w powiecie janowskim, w gminie Chrzanów.
Stanowi wschodnią, peryferyjną część Otrocza.
Dawniej była to część Chrzanowa Ordynackiego, następnie Chrzanowa Czwartego w gminie Chrzanów. Jesienią 1954 odłączone od Chrzanowa Czwartego i włączone do gromady Tokary w powiecie krasnostawskim. Odtąd związane z Otroczem. W gromadzie Tokary do końca 1957 roku, w latach 1958–1972 w gromadzie Chrzanów w powiecie janowskim Od 1973 ponownie w gminie Chrzanów. W latach 1977–1982 przejściowo w gminie Dzwola w związku ze zniesieniem gminy Chrzanów. W latach 1975−1998 miejscowość administracyjnie należała do województwa tarnobrzeskiego.